# Cantone di Lasseube
Il Cantone di Lasseube era una divisione amministrativa dell'arrondissement di Oloron-Sainte-Marie.
È stato soppresso a seguito della riforma complessiva dei cantoni del 2014, che è entrata in vigore con le elezioni dipartimentali del 2015.
Comprendeva i comuni di:
- Aubertin
- Estialescq
- Lacommande
- Lasseube
- Lasseubetat